# Списак епизода серије Чудновили родитељи

Чудновили родитељи је америчка анимирана телевизијска серија која се приказивала на Nickelodeon-у и Nicktoons-у. On December 30, 2015, Nickelodeon's Twitter Творца Буча Хартмана, серија је заснована на серији Oh Yeah! Cartoons, почевши са кратким филмом Чудновили родитељи!.

## Преглед серије
| Сезона | Сезона | Епизоде | Епизоде          | Оригинално емитовање | Оригинално емитовање | Оригинално емитовање |
| Сезона | Сезона | Епизоде | Епизоде          | Премијера            | Финале               | Мрежа                |
| ------ | ------ | ------- | ---------------- | -------------------- | -------------------- | -------------------- |
|        | 1.     | 6       | 6                | 30. март 2001.       | 4. мај 2001.         | Nickelodeon          |
|        | 2.     | 14      | 14               | 9. децембар 2001.    | 20. јануар 2003.     | Nickelodeon          |
|        | 3.     | 19      | 19               | 8. новембар 2002.    | 21. новембар 2003.   | Nickelodeon          |
|        | 4.     | 20      | 20               | 7. новембар 2003.    | 10. јун 2005.        | Nickelodeon          |
|        | 5.     | 21      | 21               | 2. јул 2004.         | 25. новембар 2006.   | Nickelodeon          |
|        | 6.     | 20      | 20               | 18. фебруар 2008.    | 12. август 2009.     | Nickelodeon          |
|        | 7.     | 20      | 20               | 6. јул 2009.         | 5. август 2012.      | Nickelodeon          |
|        | 8.     | 6       | 6                | 12. фебруар 2011.    | 29. децембар 2011.   | Nickelodeon          |
|        | 9.     | 26      | 26               | 23. март 2013.       | 28. март 2015.       | Nickelodeon          |
|        | 10.    | 20      | 9                | 15. јануар 2016.     | 16. септембар 2016.  | Nickelodeon          |
| 11     | 10.    | 20      | 18. јануар 2017. | 26. јул 2017.        | Nicktoons            |                      |

## Епизоде
Све доле наведене епизоде серије Чудновили родитељи су поређане према продукцијском редоследу, а не према датуму приказивања.

### 1. сезона (2001)
Чудновили родитељи (1. сезона)

### 2. сезона (2001–03)
Чудновили родитељи (2. сезона)

### 3. сезона (2002–03)
Чудновили родитељи (3. сезона)

### 4. сезона (2003–05)
Чудновили родитељи (4. сезона)

### 5. сезона (2004–06)
Чудновили родитељи (5. сезона)

### 6. сезона (2008–09)
Чудновили родитељи (6. сезона)

### 7. сезона (2009–12)
Чудновили родитељи (7. сезона)

### 8. сезона (2011)
| Бр. еп. (укупно) | Бр. еп. (у сезони) | Наслов                                       | Редитељ                       | Сценариста                                                              | Storyboard by                           | Премијера          | Прод. код   | Гледаност (милиони) |
| ---------------- | ------------------ | -------------------------------------------- | ----------------------------- | ----------------------------------------------------------------------- | --------------------------------------- | ------------------ | ----------- | ------------------- |
| 121.             | 1.                 | Љубавни троугао Love Triangle                | Кен Брус и Гари Конрад        | Дејв Томас, Кевин Саливан, Вилијам Шифрин, Буч Хартман и Реј Делорентис | Дејв Томас и Фред Гонзалез              | 12. фебруар 2011.  | FOP-343/344 | N/A                 |
| 122—123.         | 2—3.               | Тимијева тајна жеља Timmy's Secret Wish!     | Дејв Томас                    | Вилијам Шифрин и Кевин Саливан                                          | Дејв Томас                              | 23. новембар 2011. | FOP-345-348 | 2.91                |
| 124.             | 4.                 | Инвазија очева Invasion of the Dads          | Кен Брус и Мишел Брајан       | Реј Делорентис, Вилијам Шифрин и Кевин Саливан                          | Арон Хамерсли и Буч Хартман             | 18. јун 2011.      | FOP-351/352 | 3.75                |
| 125.             | 5.                 | Кад лузери нападну When L.O.S.E.R.S. Attack  | Џон Макинтајер и Кен Брус     | Реј Делорентис, Вилијам Шифрин и Кевин Саливан                          | Ед Бејкер и Буч Хартман                 | 15. октобар 2011.  | FOP-349/350 | N/A                 |
| 126.             | 6.                 | Упознајте чудне родитеље Meet the OddParents | Мишел Брајан и Џон Макинтајер | Реј Делорентис, Вилијам Шифрин и Кевин Саливан                          | Арон Хамерсли, Буч Хартман и Дејв Томас | 29. децембар 2011. | FOP-353/354 | N/A                 |

### 9. сезона (2013–15)
Чудновили родитељи (9. сезона)

### 10. сезона (2016–17)
Чудновили родитељи (10. сезона)